# Edalorhina
Edalorhina é um gênero de anfíbios da família Leptodactylidae.
As seguintes espécies são reconhecidas:
- Edalorhina nasuta Boulenger, 1912
- Edalorhina perezi Jiménez de la Espada, 1870